# The Visitation
The Visitation je šestnácté studiové album britské progresivní rockové skupiny Magnum, vydané v roce 2011 u SPV. Při turné k tomuto albu skupina vystoupila i v Česku, a to 13. března 2011 v Praze.
Deska vyšla 14. ledna 2011 v Německu, Rakousku a Švýcarsku, 17. ledna ve zbytku Evropy a 25. ledna v USA a v Kanadě.

## Seznam skladeb
Všechny skladby napsal Tony Clarkin.
1. "Black Skies"
2. "Doors to Nowhere"
3. "The Visitation"
4. "Wild Angels"
5. "Spin Like a Wheel"
6. "The Last Frontier"
7. "Freedom Day"
8. "Mother Nature's Final Dance"
9. "Midnight Kings"
10. "Tonight's the Night"

### DVD Bonus
1. Live At The High Voltage 2010 In London 2010 – Brand New Morning
2. Les Morts Dansant
3. All My Bridges
4. When We Were Younger
5. Eyes Like Fire – Footage (This Is One Of The Tracks That Didn't Make The Album)
6. Behind The Artwork Video With Al Barrow (With Tracks The Moonking & In My Minds Eye)
7. Rodney Matthews Artwork
8. Photo Galleries
9. The Visitation Lyrics
10. Moonblog – Montage

## Sestava
- Bob Catley – zpěv
- Tony Clarkin – kytara
- Al Barrow – baskytara
- Mark Stanway – klávesy
- Harry James – bicí